# Östersund
Östersund là một thành phố Thụy Điển. Thành phố thuộc hạt Jämtland. Thành phố có diện tích  km², dân số là 43.800 người theo điều tra năm 2005 của Cục thống kê Thụy Điển. Đây là thành phố lớn thứ 24 của Thụy Điển.
Đó là thủ phủ đô thị Östersund và của hạt Jämtland. Östersund nằm bên bờ hồ lớn thứ năm của Thụy Điển, Storsjön, đối diện với đảo Frösön, và là thành phố duy nhất ở Jämtland. Östersund là trung tâm văn hóa và kinh tế của khu vực và theo truyền thống một thành phố thương mại. Östersund có một trong những đơn vị đồn trú rộng lớn nhất ở Thụy Điển trước khi bị đóng cửa trong thế kỷ 21. Thành phố này là nơi có trường trung học lớn nhất của Thụy Điển với khoảng 7 000 sinh viên. Đây là thành phố đông dân thứ 46 tại Scandinavia.
Đây là thành phố duy nhất của Thụy Điển được thành lập và cấp điều lệ trong thế kỷ 18. Östersund được thành lập nhằm tạo ra một sự độc quyền thương mại trên Jämtland nơi mà hoạt thương mại hấp dẫn gây khó chịu cho hoàng gia Thụy Điển. Mục đích là để theo đuổi các nông dân địa phương để cung cấp hàng hóa cho tầng lớp trung lưu ở Östersund, nhưng dân phản đối triết lý kinh tế này, và Östersund trong thời gian dài vẫn còn là thành phố nhỏ. Mãi đến cuối thế kỷ 19 thì Östersund mới thật sự trở thành một thành phố, sau khi sự xuất hiện của tuyến đường sắt và tự do hóa kinh tế của thời gian đó.
Östersund nằm trong nội địa Scandinavia và kết nối với Sundsvall ở phía đông ở bờ biển Thụy Điển, và Trondheim ở phía tây ở bờ biển Na Uy. Östersund nằm ở giữa Scandinavia, ở giữa Thụy Điển, ở giữa hạt Jämtland và ở giữa đô thị Östersund. Là thành phố lớn nằm ở trung tâm Thụy Điển, thành phố tự mệnh danh là trung tâm địa lý của Thụy Điển.

Östersund được tiếp thị là Vinterstaden — Thành phố mùa Đông.